# نكور
نكور ( أمازيغية : ⵏⴽⵓⵔ) هو موقع تاريخي بمنطقة الريف في المغرب يوجد اليوم بالقرب من مدينة بني بوعياش. أسسها إدريس بن صالح الذي كان أمير إمارة النكور في القرون الوسطى بين 749 و 761 م. قام ابنه سعيد بن إدريس بنقل العاصمة إلى نكور من تمسمان. زار محاربوا الفايكنج المنطقة ما بين سنة 859 و 862 م ، قبل تدمير المدينة من قبل المرابطون بعد قدوم يوسف بن تاشفين في عام 1080 أثناء احتلاله للريف. غمر موقع المنطقة التاريخية جزئيا بخزان سد عبد الكريم الخطابي.